# Franz Eduard Buchegger
Franz Eduard Buchegger (* 14. Dezember 1814 in Wittenbach; † 2. Januar 1868 in St. Gallen) war von 1861 bis 1868 Bibliothekar in der Stiftsbibliothek St. Gallen.

## Leben und Wirken
Franz Eduard Buchegger wurde als Sohn des Wittenbacher Gemeindevorstehers Johann Baptist geboren. Er besuchte das Gymnasium in St. Gallen, danach das Lyzeum in Luzern und studierte anschliessend Theologie in Freiburg im Breisgau. Schliesslich besuchte er das Priesterseminar in St. Gallen, wo er 1840 zum Priester geweiht wurde. Von 1841 bis 1845 war er Professor und von 1845 bis 1848 Aufseher an der katholischen Kantonsschule St. Gallen. Von 1848 bis 1856 war er Direktor des katholischen Lehrerseminars, von 1856 bis 1861 Leiter des Lehrerseminars Seewen-Schwyz, bevor er 1861 bis 1868 Stiftsbibliothekar in St. Gallen wurde.
Mittels volkstümlicher Schriften beeinflusste der angesehene Pädagoge und Gelehrte Buchegger die St. Galler Politik der 1850er Jahre in katholisch-konservativem Sinn.